# 石井咲希
石井 咲希（いしい さき、1995年7月3日 - ）は、千葉県出身の女子サッカー選手。ポジションはディフェンダー。

## 来歴

### クラブ
2014年に浦和レッズ・レディースのユースからトップチームに昇格。2年間プレーし、リーグ戦15試合に出場した。
その後、バニーズ京都SCに移籍した。

### 代表
2012年9月に、U-17女子ワールドカップに臨むU-17日本代表に選出された。大会ではグループステージで2試合目に出場した。

## 代表歴
- U-17日本代表
  - 2012 FIFA U-17女子ワールドカップ; ベスト8（2試合出場）